# Louis Gagnaux
Louis Gagnaux (* 22. Januar 1851 in Montcherand; † 24. April 1921 in Lausanne, heimatberechtigt in Mathod) war ein Schweizer Politiker.

## Biografie
Gagnaux absolvierte das Lehrerseminar in Lausanne und war später Schulinspektor. Von 1894 bis 1897 war er als radikaler Gemeinderat aktiv, ehe er von Juli bis Oktober 1897 in der Grundstücksverwaltung tätig war. Er war von 1898 bis 1900 Stadtpräsident von Lausanne, als der Kanton Waadt sein Jubiläum der Unabhängigkeit feierte.
Er setzte sich vor allem für die Entwicklung „seines“ Quartiers La Pontaise ein und war von 1905 bis 1909 als dissidenter Radikaler Mitglied im waadtländischen Grossen Rat. Als Gründungsmitglied rief er die Commission du Vieux Lausanne ins Leben, aus welcher das Musée du Vieux-Lausanne (heutiges Musée historique de Lausanne) hervorging. Als Redaktor der Zeitschrift Le Citoyen griff er die Führer der Radikalen an, mit welchen er sich überworfen hatte. Später war er Verwaltungsrat der Transports publics de la région lausannoise.